# Wilhelm Schmidt (taalkundige)

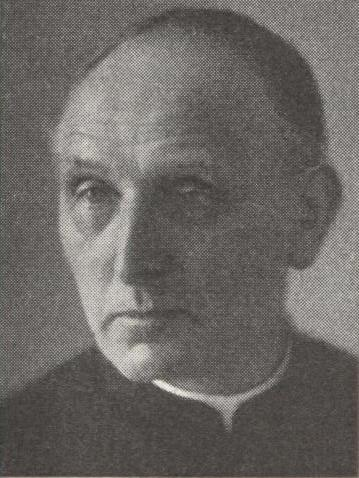
Wilhelm Schmidt

Wilhelm Schmidt SVD (1868-1954) was een Oostenrijkse priester, taalkundige en etnoloog. Hij richtte in 1906 het tijdschrift Anthropos op, dat zou uitgroeien tot een instituut.
Schmidt zat het Vierde Internationale Congres voor Antropologische en Etnologische Wetenschappen voor dat in 1952 in Wenen werd gehouden. Hij deed onderzoek bij de Negritos op de Filipijnen.